# Minúscula 46
Minúscula 46 (en la numeración Gregory-Aland), ε 1285 (Soden) es un manuscrito griego en minúsculas del Nuevo Testamento, en hojas de pergamino. Es datado paleográficamente en el siglo XIII. El manuscrito tiene contenidos complejos y marginalia completa.

## Descripción
El códice contiene el texto completo de los cuatro Evangelios en 342 hojas (tamaño, 18.5 cm por 12.5 cm). El texto está escrito estequiométricamente en una columna por página, 18 líneas por página.
El texto está dividido de acuerdo a los κεφαλαια (capítulos), cuyos números se colocan al margen del texto, con los τιτλοι (títulos) en la parte superior de las páginas. Tiene una división de acuerdo con las más pequeñas Secciones Amonianas (en Marcos, 355 secciones; Marcos, 241 [la última en 16:20]; Lucas, 342; Juan, 232), con referencias a los Cánones de Eusebio.
Contiene la Epistula ad Carpianum, las tablas de los Cánones de Eusebio, prolegómenos a Juan, tablas de los κεφαλαια (tablas de contenido) antes de cada Evangelio, marcas de leccionario en el margen (para uso litúrgico), incipits, αναγνωσεις (en Mateo, 116; Marcos, 71; Lucas, 114; Juan, 67), synaxaria, Menologio, suscripciones al final de cada Evangelio, números de στιχοι e ilustraciones.

## Texto
El texto griego de este códice es representativo del tipo textual bizantino. Aland lo colocó en la Categoría V.
Según el Perfil del Método de Claremont, representa a la familia textual Kx en Lucas 1 y Lucas 20. En Lucas 10 ningún perfil fue hecho. Crea el grupo textual 46.
Según Gregory, su texto frecuentemente coincide con los códices 52 y 61.

## Historia
El manuscrito fue fechado por Scholz en el siglo XV; por Scrivener, en el siglo XI; y por Gregory, en el siglo XII. Actualmente es datado por el INTF en el siglo XIII.
La fecha del códice se estima entre 1296 y 1318.
El manuscrito perteneció a Micheal Zorianos, y a Francesco Barozzi (de ahí el nombre del códice).
Fue examinado por Mill (como Bodl. 2) y Griesbach.
El manuscrito fue añadido a la lista de manuscritos del Nuevo Testamento por J. J. Wettstein. C. R. Gregory lo vio en 1883.
En la actualidad, se encuentra en la Biblioteca Bodleiana (Barocci 29), en Oxford.

## Lectura adicional
- J. J. Griesbach. Symbolae critica 1. p. CLXXI.